# Merrington
Merrington var en civil parish fram till 1937 då den blev en del av Spennymoor och Bishop Auckland, i grevskapet Durham, i England. Civil parish var belägen 10 km från Durham och hade 903 invånare år 1931.